# Soekarja Somadikarta
Soekarja Somadikarta (ur. 21 kwietnia 1930) – indonezyjski ornitolog, profesor emerytowany Uniwersytetu Indonezyjskiego, uważany za „ojca indonezyjskiej ornitologii”.
Szlarnik maskowy (Zosterops somadikartai), ptak występujący na Wyspach Togian w Indonezji, został nazwany w uznaniu jego zasług
W 2011 roku został uhonorowany nagrodą Habibie Award.

## Publikacje
- A Recharacterization of ''Collocalia papuensis'' Rand, the Three-toed Swiftlet, „Proceedings of the United States National Museum”, 124, Waszyngton: Smithsonian Institution, 1967, s. 1.
- The Giant Swiftlet, Collocalia gigas Hartert and Butler, „The Auk”, 85 (4), 1968, s. 549–559, DOI: 10.2307/4083365, JSTOR: 4083365.